# زولتسباخ-روزنبرغ
زولتسباخ رزنبرغ (بالألمانية: Sulzbach-Rosenberg) هي بلدة ألمانية تقع في ألمانيا في بافاريا. يقدر عدد سكانها بـ 20,254 نسمة .

## أعلام
- كريستا ماير
- نوربرت فاغنر
- فريديريش كريستيان فليك
- بيتر روزنكرانز
- يوهان خواكيم فريش